# Ochotnica Dolna (gmina)
Ochotnica Dolna est une gmina rurale du powiat de Nowy Targ, Petite-Pologne, dans le sud de la Pologne. Son siège est le village d'Ochotnica Dolna, qui se situe environ 23 km à l'est de Nowy Targ et 65 km au sud-est de la capitale régionale Cracovie.
La gmina couvre une superficie de 141,03 km2 pour une population de 7 921 habitants.

## Géographie
La gmina inclut les villages de Młynne, Ochotnica Dolna, Ochotnica Górna et Tylmanowa.
La gmina borde les gminy de Czorsztyn, Kamienica, Krościenko nad Dunajcem, Łącko et Nowy Targ.